# Château de La Vigne
Le château de La Vigne Scorailles (dit château de La Vigne) est un château médiéval situé dans la commune d'Ally dans le département du Cantal en France.
Le château et ses environs sont inscrits à l’inventaire des sites depuis 1944. Le château lui-même est inscrit comme monument historique par arrêté du 30 septembre 1991 ainsi que les décors intérieurs de la chapelle, du grand salon, de la salle à manger, du studiolo, de la chambre dite de Jean-Jacques Rousseau et de la chambre Troubadour.

## Historique

### Haut Moyen Âge
Un premier château mérovingien castrum Scoralium est édifié au VIIIe siècle à 300 m en contrebas sur un éperon rocheux dominant la vallée de l'Auze. En 767 Pépin le Bref accompagné de son fils Charlemagne conquiert cette place forte tenue par le duc Waïfre d’Aquitaine.

### Moyen Âge central
Un second château est construit au XIe siècle dans le village d’Escorailles à 150 m. Ce château féodal va être la résidence durant près de cinq siècles de la famille de Scorailles.

### Bas Moyen Âge
En 1399, Louis II de Scorailles, comptour de Scorailles, seigneur de Montpensier, est seigneur de La Vigne. Il combattit d'abord au service du duc Jean de Berry, dans les Flandres, dès 1410, puis du régent, sénéchal de Berry et de Limousin en 1420, il se distingue au service de Charles VII, contre les Anglais et les Bourguignons dans les combats de 1422 à 1427, capitaine de la grosse tour de Bourges, chambellan du roi Charles VII.
Le château de Scorailles fut abandonné par ses propriétaires après la guerre de Cent Ans (1337-1437). Les assauts qu'il avait subi pendant cette période, la négligence des co-seigneurs qui se renvoyaient l'un à l'autre les soins d'entretien de la demeure féodale firent que le vieux manoir devint inhabitable, et fut irrévocablement condamné à périr. C'est alors que vers 1440, Louis II de Scorailles, marié à Geneviève de La Roche-Aymon, sénéchal du Berry et plus tard du Limousin, conseiller et chambellan du roi Charles VII, fit construire le château de la Vigne sur l'emplacement d'une ferme du vieux Castel ; d'autres disent sur l'emplacement d'un vieux pavillon de chasse. Le château de La Vigne deviendra ainsi la résidence des descendants de l'antique maison de Scorailles.
De 1470 à 1485, Marquès de Scorailles, seigneur de Roussilhe, petit-fils de Louis II, achève l’édification du château décidée par Louis II au milieu du XVe siècle. Vers la fin du XVe siècle, le château actuel de La Vigne-Scorailles devient le lieu de séjour de la famille de Scorailles à la place de l'ancienne forteresse d'Escorailles.

### Époque moderne
En 1503, le château de La Vigne est la demeure de François de Scorailles, son père Marquès avait légué le château à son fils aîné alors mineur, il avait pour tuteur son oncle Bertrand de Salignac. Le 26 novembre 1525, François de Scorailles épouse Anne de Montal, fille d'Amaury de Montal (gouverneur du Haut-Pays d'Auvergne) et de Jeanne de Balzac. Le 10 juin 1551, François de Scorailles, fils de Marquès, chevalier des ordres du Roi, ayant participé aux guerres d'Italie au côté de François Ier, obtient la fondation perpétuelle d'une messe quotidienne dans la chapelle de La Vigne. C'est à lui que l'on doit les décorations Renaissance du studiolo datant de 1525.
Le 14 mai 1650, Jean de Scorailles accueille Claire-Clémence de Maillé, princesse de Condé et son fils le duc d'Enghien, à La Vigne. Escortée jusqu'à La Vigne par les ducs de Bouillon, de Duras et de La Rochefoucauld, la princesse fuyant Mazarin et la cour de Chantilly, rejoint le vicomte de Turenne en Limousin pour tenter d'organiser la libération de son mari Louis II de Bourbon-Condé emprisonné au château de Vincennes avec son frère le prince de Conti et son beau-frère le duc de Longueville.
Le 15 octobre 1743, Anne-Charlotte de Scorailles, apporte La Vigne en dot à Bertrand d'Humières. En 1750, ce dernier apporte les embellissements au château de La Vigne.
En 1769, selon la tradition locale, Jean-Jacques Rousseau séjourne à La Vigne.

### Époque contemporaine
En juin 1797, La Vigne se trouve situé sur la ligne du méridien de Paris, sur sa route entre Aubazine et le puy Violent ; l'astronome Jean-Baptiste Delambre passe à Ally pour calculer le mètre. Le château traverse la Révolution sans dommage.
Le 2 février 1811, Marguerite d'Humières, petite-fille de Bertrand, apporte La Vigne en dot à Jean-Baptiste, comte de La Tour d’Auvergne, seigneur de La Placette, branche originaire du sud du Cantal.
En 1898, le château est vendu à Antoine Fraignac, puis au comte Étienne de Sigaldi qui avait épousé Marie-Hélène de La Tour d’Auvergne arrière-petite-fille de Jean-Baptiste de La Tour d’Auvergne et de Marguerite d’Humières.
En 1913, sont entrempris la reprise et les aménagements par Gabriel de Raffin de La Raffinie, descendant des Scorailles.
De 1942 à 1945, La Vigne devient un lieu de résistance. Robert Jégou acquiert La Vigne en 1942. Il accueille et cache de nombreux enfants juifs afin de les sauver de la déportation (réseau Garel). Le 24 avril 1944, un décret ministériel de l'inscription est émis à l'Inventaire des Sites du château de La Vigne et de ses abords.
En 1951, Georges et Élisabeth du Fayet de La Tour acquièrent La Vigne. Georges est un descendant en ligne cognatique du bâtisseur de La Vigne.
Le 18 octobre 1966, les façades et les toitures du château sont inscrites à l'inventaire des monuments historiques.
Le 30 septembre 1991, plusieurs décors du château sont étendus à l'inscription.
En 2013, l’association des Amis du château de La Vigne est créée. L'objet de cette association est de faire connaître et préserver le site du château de la Vigne et son environnement.
De 2014 à 2015, un studiolo, que la tradition dénommait jusque-là salle de justice, est découvert.

## Description
Le château se compose d'une tour carrée construite au XVe siècle, à laquelle est ajouté un premier corps de logis rectangulaire flanqué de trois tours d'angles, deux rondes et une carrée. Il est surmonté d'un chemin de ronde avec des mâchicoulis. Au XVIe siècle, un autre corps de logis est ajouté à l'ouest, avec un fossé tout autour. Des peintures murales du XVIe siècle sont retrouvées dans la salle des archives ainsi que dans la chapelle.
La tour de flanquement sud-est est détruite au XVIIIe siècle, pour être remplacée au XXe siècle par une échauguette. Une porte est aménagée dans la tour nord-est, aux armes des propriétaires actuels.
Le studiolo, assez répandu dans les maisons nobles italiennes de la Renaissance, est une pièce particulièrement rare en France.

## Visites

### Le château
Ouvert au public depuis les années 1970, il se visite du 1er juillet au 31 août.
Dans le cadre de la visite sont présentées deux collections personnelles des propriétaires : plus de 4 500 voitures miniatures et 1 500 poupées venant du monde entier.

### Le parc
La table d'orientation en pierre de lave émaillée de Volvic, installée en 2021 dans le parc du château avec le concours d'artisans auvergnats, et inaugurée le 4 août, permet aux visiteurs de découvrir les points d'intérêt du panorama plongeant sur les monts du Cantal. Érigée sur un belvédère, cette table s’inscrit dans le paysage et constitue un attrait supplémentaire pour le parc du château.
Depuis l’été 2020 ont lieu des initiations à la cueillette sauvage dans le parc du château.

## Valorisation du patrimoine
En 2014, un programme important de restauration avec l'aide de l'association des Amis du château de La Vigne a permis, grâce au mécénat de la Fondation François-Sommer et du Crédit agricole, de remettre en valeur des peintures datant de 1530. La voûte est typiquement exécutée à la manière italienne et rappelle, sous forme de tondi, un des récits des Métamorphoses d'Ovide (Pyrame et Thysbé). Les murs représentent diverses scènes de chasse et la conversion de saint Hubert.